# Curtis Blaydes
Curtis Lionel Blaydes (Naperville, 18 febbraio 1991) è un artista marziale misto statunitense.
Combatte nella divisione dei pesi massimi per l'organizzazione statunitense UFC.

## Carriera nelle arti marziali miste

### Ultimate Fighting Championship
Dopo aver messo insieme un record di 5-0 in alcune federazioni minori Blaydes compie il suo esordio in UFC il 10 aprile 2016 a UFC Fight Night 86 contro il camerunense Francis Ngannou, dal quale viene sconfitto al termine del secondo round per stop medico. Il primo ottobre seguente affronta Cody East all'evento UFC Fight Night 96 vincendo per KO tecnico al secondo round e guadagnandosi il suo primo riconoscimento Performance of the Night.
Apre il 2017 prendendo parte a UFC Fight Night 104 il 4 febbraio e nell'occasione sfida Adam Milstead, che batte per KO tecnico (infortunio al ginocchio) alla seconda ripresa dopo aver dominato il primo round; il risultato viene tuttavia convertito in No contest dopo che Blaydes risultò positivo alla marijuana. Torna sull'ottagono cinque mesi dopo, l'8 luglio a UFC 213, dove sconfigge agevolmente il numero quindici di categoria Daniel Omielańczuk per decisione unanime. Chiude l'anno battendo il russo Oleksiy Oliynyk per KO tecnico il 4 novembre a UFC 217.
Nel 2018 comincia a mietere vittime illustri battendo, il 10 febbraio a UFC 221 per decisione unanime, il veterano e beniamino di casa Mark Hunt e successivamente, il 9 giugno a UFC 225 per KO tecnico, l'ex campione dei pesi massimi Strikeforce e K-1 Alistair Overeem, guadagnandosi il secondo premio Performance of the Night della carriera; la sua striscia positiva viene tuttavia interrotta di nuovo da Francis Ngannou, che lo batte per la seconda volta mettendolo KO al primo round il 24 novembre.
Torna alla vittoria nel 2019, vincendo per decisione unanime in modo convincente contro il numero dieci di categoria Justin Willis il 23 marzo.

## Risultati nelle arti marziali miste
| Risultato  | Record   | Avversario            | Metodo                               | Evento                                      | Data              | Round | Tempo | Città                    | Note |
| ---------- | -------- | --------------------- | ------------------------------------ | ------------------------------------------- | ----------------- | ----- | ----- | ------------------------ | --- |
| Vittoria   | 19-5 (1) | Rizvan Kuniev         | Decisione (non unanime)              | UFC on ABC: Hill vs. Roundtree Jr.          | 21 giugno 2025    | 3     | 5:00  | Baku, Azerbaijan         | |
| Sconfitta  | 18-5 (1) | Tom Aspinall          | KO tecnico (pugni)                   | UFC 304                                     | 27 luglio 2024    | 1     | 1:00  | Manchester, Inghilterra  | Per il titolo dei pesi massimi UFC ad interim                                                                                |
| Vittoria   | 18-4 (1) | Jailton Almeida       | KO tecnico (pugni)                   | UFC 299                                     | 9 marzo 2024      | 2     | 0:36  | Miami, Florida           | Performance of the Night |
| Sconfitta  | 17-4 (1) | Sergej Pavlovič       | KO tecnico (pugni)                   | UFC Fight Night: Pavlovich vs. Blaydes      | 22 aprile 2023    | 1     | 3:08  | Las Vegas, Stati Uniti   | |
| Vittoria   | 17-3 (1) | Tom Aspinall          | KO tecnico (infortunio al ginocchio) | UFC Fight Night: Blaydes vs. Aspinall       | 23 luglio 2022    | 1     | 0:15  | Londra, Regno Unito      | |
| Vittoria   | 16-3 (1) | Chris Daukaus         | KO tecnico (pugni)                   | UFC Fight Night: Blaydes vs. Daukaus        | 26 marzo 2022     | 2     | 0:17  | Columbus, Stati Uniti    | Performance of the Night |
| Vittoria   | 15–3 (1) | Jairzinho Rozenstruik | Decisione (unanime)                  | UFC 266                                     | 25 settembre 2021 | 3     | 5:00  | Las Vegas, Stati Uniti   | |
| Sconfitta  | 14-3 (1) | Derrick Lewis         | KO (pugno)                           | UFC Fight Night: Blaydes vs. Lewis          | 20 febbraio 2021  | 2     | 1:26  | Las Vegas, Stati Uniti   | |
| Vittoria   | 14-2 (1) | Aleksandr Volkov      | Decisione (unanime)                  | UFC on ESPN: Blaydes vs. Volkov             | 20 giugno 2020    | 5     | 5:00  | Las Vegas, Stati Uniti   | |
| Vittoria   | 13-2 (1) | Junior dos Santos     | KO tecnico (pugni)                   | UFC Fight Night: Blaydes vs. dos Santos     | 25 gennaio 2020   | 2     | 1:06  | Raleigh, Stati Uniti     | |
| Vittoria   | 12-2 (1) | Shamil Abdurakhimov   | KO tecnico (gomitate e pugni)        | UFC 242: Khabib vs. Poirier                 | 7 settembre 2019  | 2     | 2:22  | Abu Dhabi, Emirati Arabi | |
| Vittoria   | 11-2 (1) | Justin Willis         | Decisione (unanime)                  | UFC Fight Night: Thompson vs. Pettis        | 23 marzo 2019     | 3     | 5:00  | Nashville, Stati Uniti   | |
| Sconfitta  | 10-2 (1) | Francis Ngannou       | KO tecnico (pugni)                   | UFC Fight Night: Blaydes vs. Ngannou 2      | 24 novembre 2018  | 1     | 0:45  | Pechino, Cina            | |
| Vittoria   | 10-1 (1) | Alistair Overeem      | KO tecnico (gomitate)                | UFC 225: Whittaker vs. Romero 2             | 9 giugno 2018     | 3     | 2:56  | Chicago, Stati Uniti     | Performance of the Night |
| Vittoria   | 9-1 (1)  | Mark Hunt             | Decisione (unanime)                  | UFC 221: Romero vs. Rockhold                | 10 febbraio 2018  | 3     | 5:00  | Perth, Australia         | |
| Vittoria   | 8-1 (1)  | Oleksiy Oliynyk       | KO tecnico (stop medico)             | UFC 217: Bisping vs. St-Pierre              | 4 novembre 2017   | 2     | 1:56  | New York, Stati Uniti    | |
| Vittoria   | 7-1 (1)  | Daniel Omielańczuk    | Decisione (unanime)                  | UFC 213: Romero vs. Whittaker               | 8 luglio 2017     | 3     | 5:00  | Las Vegas, Stati Uniti   | |
| No Contest | 6-1 (1)  | Adam Milstead         | No-Contest                           | UFC Fight Night: Bermudez vs. Korean Zombie | 4 febbraio 2017   |       |       | Houston, Stati Uniti     | La vittoria per KO tecnico (pugni) di Blaydes viene convertita in No Contest dopo che questi risultò positivo alla marijuana |
| Vittoria   | 6-1      | Cody East             | KO tecnico (gomitate)                | UFC Fight Night: Lineker vs. Dodson         | 1 ottobre 2016    | 2     | 2:02  | Portland, Stati Uniti    | Perfomance of the Night |
| Sconfitta  | 5-1      | Francis Ngannou       | KO tecnico (stop medico)             | UFC Fight Night: Rothwell vs. dos Santos    | 10 aprile 2016    | 2     | 5:00  | Zagabria, Croazia        | Debutto in UFC |
| Vittoria   | 5-0      | Luis Cortez           | KO tecnico (pugni)                   | RFA 35: Moises vs. Castillo                 | 19 febbraio 2016  | 3     | 0:41  | Orem, Stati Uniti        | |
| Vittoria   | 4-0      | Allen Crowder         | KO tecnico (pugni)                   | RDMMA: Battle in the South 10               | 10 aprile 2015    | 2     | N/A   | Willmington, Stati Uniti | |
| Vittoria   | 3-0      | Brad Faylor           | KO tecnico (pugni)                   | SCS 23: Redemption                          | 15 novembre 2014  | 2     | 0:45  | Hinton, Stati Uniti      | |
| Vittoria   | 2-0      | William Baptiste      | KO tecnico (pugni)                   | XFO 53                                      | 11 ottobre 2014   | 1     | 2:14  | Chicago, Stati Uniti     | |
| Vittoria   | 1-0      | Lorenzo Hood          | KO tecnico (stop medico)             | XFO 51                                      | 31 maggio 2014    | 1     | 1:42  | Chicago, Stati Uniti     | |